# Gnophomyia justa
Gnophomyia justa är en tvåvingeart som beskrevs av Alexander 1938. Gnophomyia justa ingår i släktet Gnophomyia och familjen småharkrankar. Inga underarter finns listade i Catalogue of Life.